# Вальтер Коглер
Вальтер Коглер (нім. Walter Kogler; нар. 12 грудня 1967, Вольфсберг, Австрія) — австрійський футболіст, що грав на позиції захисника. Виступав за національну збірну Австрії. По завершенні ігрової кар'єри — тренер.
П'ятиразовий чемпіон Австрії. Володар кубка Австрії.

## Клубна кар'єра
У дорослому футболі дебютував 1987 року виступами за команду клубу «Штурм» (Грац), в якій провів п'ять сезонів, взявши участь у 62 матчах чемпіонату.
Згодом з 1992 по 2002 рік грав у складі команд клубів «Аустрія» (Відень), «Ред Булл», «Канн», ЛАСК (Лінц) та «Тіроль». Протягом цих років виборов титул чемпіона Австрії, знову ставав чемпіоном Австрії, чемпіоном Австрії (тричі), володарем кубка Австрії.
Завершив професіональну ігрову кар'єру у клубі «Каринтія», за команду якого виступав протягом 2002—2004 років.

## Виступи за збірну
1991 року дебютував в офіційних матчах у складі національної збірної Австрії. Протягом кар'єри у національній команді, яка тривала 11 років, провів у формі головної команди країни лише 28 матчів, забивши один гол.
У складі збірної був учасником чемпіонату світу 1998 року у Франції.

## Кар'єра тренера
Розпочав тренерську кар'єру відразу ж по завершенні кар'єри гравця, 2004 року, увійшовши до тренерського штабу клубу «Каринтія».
В подальшому очолював команди клубів «Леобен» та «Ваккер» (Інсбрук).
Наразі останнім місцем тренерської роботи був клуб «Рот Вайс» (Ерфурт), головним тренером команди якого Вальтер Коглер був з 2013 по 2015 рік.

## Досягнення
- Чемпіон Австрії:

«Аустрія» (Відень): 1992–1993
«Ред Булл»: 1996–1997
«Тіроль»: 1999–2000, 2000–2001, 2001–2002
- Володар Кубка Австрії:

«Аустрія» (Відень): 1993–1994
- Володар Суперкубка Австрії (3):

«Аустрія» (Відень): 1992, 1993
«Ред Булл»: 1997